# Granja do Tedo
Pour les articles homonymes, voir Granja.
Granja do Tedo est une paroisse civile portugaise (en portugais : freguesia) de la municipalité de Tabuaço dans le district de Viseu.

## Démographie
Lors du recensement de 2021, Granja do Tedo compte 156 habitants.